# Emanuele Cisi
Emanuele Cisi, né le 29 mai 1964 à Turin, est un saxophoniste de jazz italien.

## Biographie
Emanuele Cisi commence le jazz en autodidacte à l'âge de 16 ans puis il joue dans le groupe italien de rock progressif Area. En 1995, il enregistre le premier album en son nom, Where Are You, grâce auquel il remporte le Top Jazz Award (prix décerné par 70 journalistes italiens) dans la catégorie Meilleur jeune talent. Il a de nombreuses collaborations avec Antonio Faraò, Aldo Romano, Stefano Battaglia, Jean-Marc Jafet.

## Récompenses
- 1995 : Top Jazz Award dans la catégorie Meilleur jeune talent
- 1997 : Top Jazz Award dans la catégorie Meilleur musicien italien

## Discographie

### Comme leader ou co-leader
- 1994 : Where Are You? avec Enrico Rava (Modern Times)
- 1996 : Five for Jazz, "Soulscapes" avec Flavio Boltro, Luigi Bonafede, Rosario Bonaccorso, Francesco Sotgiu (DDQ)
- 1996 : Giochi di nuvole avec Paolo Birro, Marco Micheli, Francesco Sotgiu (DDQ)
- 1996 : Scalabrun avec Furio Di Castri, Paolo Fresu, Andrea Dulbecco, Francesco Sotgiu, Loris Bertot (JVS)
- 1997 : May Day avec Paolo Birro (CDpM Lion)
- 2000 : L’ange caché avec Aldo Romano, Paolo Fresu, Rémi Vignolo, Nathalie Loriers (Pygmalion Records)
- 2001 : Hidden Songs avec Paolo Birro (Splasc(h) Records)
- 2001 : Small Changes avec Stefano Battaglia, Piero Leveratto, Fabrizio Sferra (Splasc(h) Records)
- 2001 : Theodore Walter ’Sonny’ Rollins: An Homage From Italy avec Sandro Gibellini, Dario Deidda, Luigi Bonafede (Philology)
- 2003 : Virus, Bizart Trio (Auand)
- 2004 : Hope, Bizart Trio avec Enrico Rava (Auand)
- 2004 : How Deep Is the Ocean? (d'Irving Berlin) avec Zlatko Kaucic, Nicola Muresu (Splasc(h) Records)
- 2005 : Urban Adventures avec Paolo Birro, Simone Monnanni, Yoann Serra, François Chassagnite, Jean-Marc Jafet (Elabeth)
- 2006 : Sea of Tranquility
- 2008 : Plays Metheny avec Marco Roverato, Gianlivio Liberti, Michelangelo DecoratoFu (Music Center)
- 2008 : Welcome avec Furio Di Castri et Fabrizio Sfebbra (Family)
- 2009 : The Age of Numbers avec Roberto Cecchetto, Paolo Biasi, Emanuele Maniscalco (Auand Records)
- 2009 : Beat Spirit avec Claudio Cojaniz (Caligola)
- 2009 : Opengate avec Emmanuel Bex et Simon Goubert (Plus Loin Music)
- 2010 : Rolf Naked Quartet (Family)
- 2010 : X (Suite For Malcolm) (Parco Della Musica)
- 2011 : Homecoming avec Luigi Bonafede, Rosario Bonaccorso, Francesco Sotgiu (Albore Jazz)

### Comme sideman
- 1985 : AreaII, AreaII (Gala Records),
- 1991 : Antonio Faraò, Viaggio ignoto (DDD Records)
- 1991 : Feat. Cameron Brown, Billy Hart, Gigi Cifarelli, Kitchen Blues (DDD Records)
- 1991 : Gigi Cifarelli, Coca & Rhum (Diremusic)
- 1994 : Luigi Bonafede, Another Side of Me (DDD Records)
- 1994 : Massimo Colombo, Relazioni e rapporti (Modern Times)
- 1996 : Saverio Tasca, Sinfono (Modern Times)
- 1997 : Giampiero Prina, Nimba (CDpM-Lion)
- 1998 : Beppe Aliprandi, Duke, I Love You Madly, (Splash Records)
- 1999 : Barbara Raimondi, Vita da altoparlante (Philology)
- 1999 : Enrico Rava, Certi angoli segreti (Label Bleu)
- 1999 : Iseo Jazz '97 "Songbook"' (CDpM Lion)
- 1999 : Jean-Pierre Como, Empreinte (Blue Note)
- 1999 : Massimo Colombo, Il Suono Elegante (Symphonia Sim)
- 1999 : Massimo Colombo, The Great Naco Orchestra (Symphonia Sim)
- 2000 : Jazzinaria, Camminando (Splash Records),
- 2000 : Top Jazz in Italy (Musica Jazz),
- 2001 : Michele Franzini, My Smooth Corner (A-Beat Records),
- 2002 : Aldo Romano, Because of Bechet (Universal Records),
- 2002 : Alessandro DiLiberto, Tonalità Naturali (Wide Sound),
- 2002 : Billy Cobham, Drums n' Voices (Nicolosi Productions),
- 2002 : Fulvio Chiara, At Home (Splash Records),
- 2004 : Gregg Kofi Brown, Together as One (Nicolosi Productions)
- 2007 : Gianluca Petrella / Indigo 4, Kaleido (Blue Note Records)